# Giovanni Campeggi
Giovanni Campeggi (Bologna, 1513 – Bologna, 7 settembre 1563) è stato un vescovo cattolico e diplomatico italiano.

## Biografia
Era figlio di Antonio Maria e Lucrezia Guastavillani; studiò diritto civile e canonico, laureandosi in utroque iure nel 1534. Fu avviato fin dalla giovinezza alla carriera ecclesiastica, nella quale fece un veloce carriera, grazie alle relazioni familiari. in breve tempo divenne titolare di un cospicuo numero di uffici curiali e di benefici ecclesiastici: canonico della cattedrale di Bologna nel 1530, rettore della pieve di San Giorgio di Samoggia dal 30 aprile 1534 e di quella di Santo Stefano di Pontecchio dal giugno 1540, nonché possessore di altri benefici minori nella diocesi di Bologna, canonico della cattedrale di Maiorca fino al 1534, referendario utriusque signaturae, e altri ancora di minore importanza. Seguendo la consuetudine, non si preoccupò di risiedere o solo di visitare le sedi dei suoi benefici: nominò dei cappellani per i benefici curati e si servì delle rendite per vivere a Roma presso la Curia romana, dove si era trasferito dal 1534, subito dopo aver terminato gli studi.

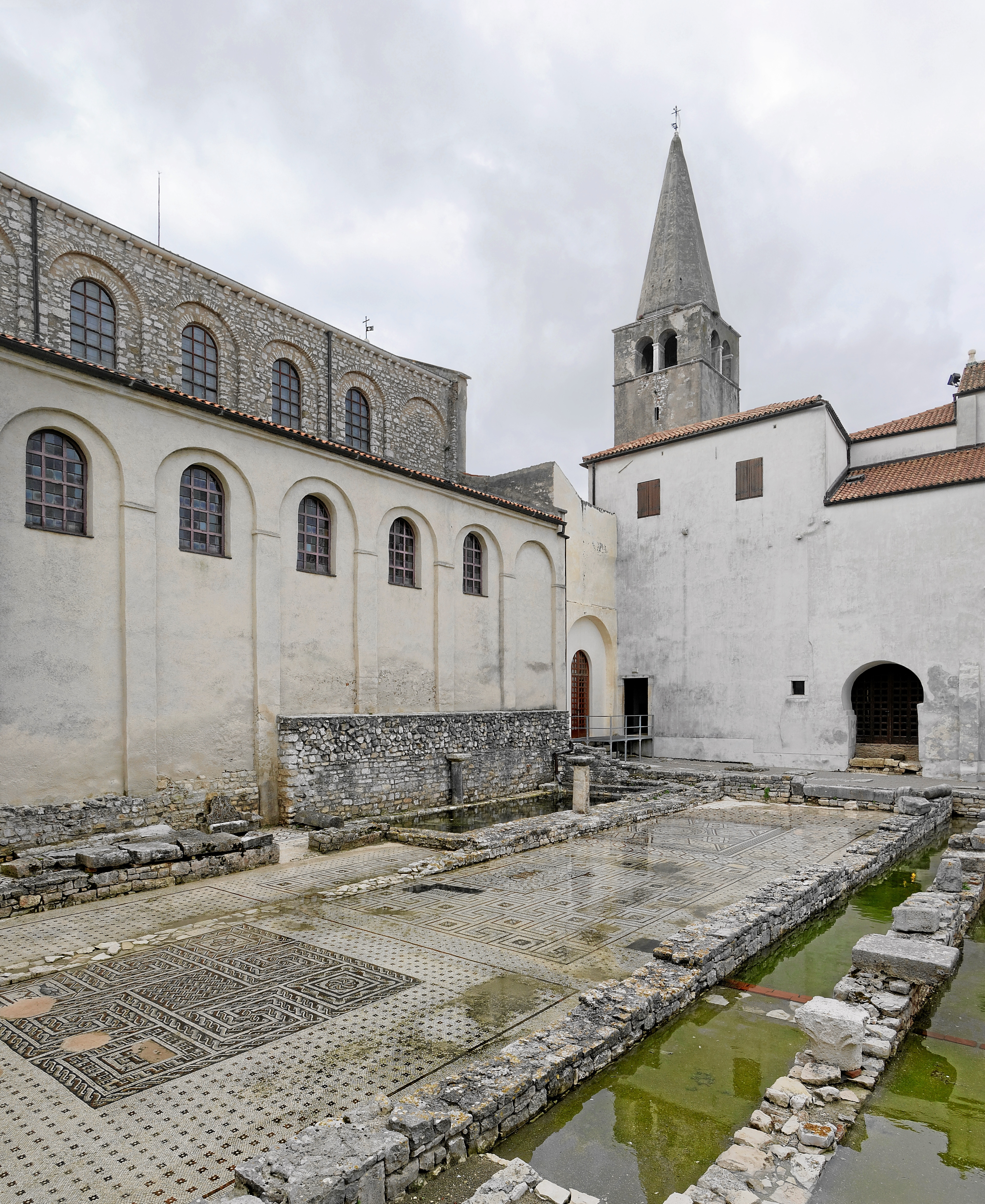
Basilica Eufrasiana, Lato settentrionale, Parenzo

In seguito alla rinunzia dello zio cardinal Lorenzo, che però si riservò una cospicua pensione ed il diritto di regresso, il 28 maggio 1537 fu nominato vescovo di Parenzo. Durante i sedici anni in cui fu vescovo di Parenzo non visitò mai la sua diocesi, ma si limitò alla riscossione delle rendite ed a questioni amministrative generali; il governo vero e proprio fu affidato al vicario Giovanni Antonio Pantera, le cui lettere al vescovo non fanno cenno di problemi ecclesiastici o religiosi. Furono i familiari del vescovo, in particolare il padre ed il fratello Vincenzo, a visitare la diocesi nelle stagioni dei raccolti.
Il 6 marzo 1553 fu nominato vescovo di Bologna, in seguito alle dimissioni del cugino cardinale Alessandro, che in un primo tempo aveva destinato il vescovato al fratello Giovanni Battista; ma questi aveva rifiutato e perciò la scelta era caduta su Giovanni, restando ad Alessandro il diritto di regresso, di amministrazione spirituale e di raccolta dei benefici. L'anno seguente, morto il cardinale, si trovò investito della piena autorità sulla diocesi emiliana.

## Genealogia episcopale e successione apostolica
La genealogia episcopale è:
- Cardinale Girolamo Grimaldi
- Arcivescovo Martinho de Portugal
- Arcivescovo Alfonso Oliva, O.S.A.
- Vescovo Giovanni Campeggi

La successione apostolica è:
- Vescovo Filippo Maria Campeggi (1559)